# Willi Schissler

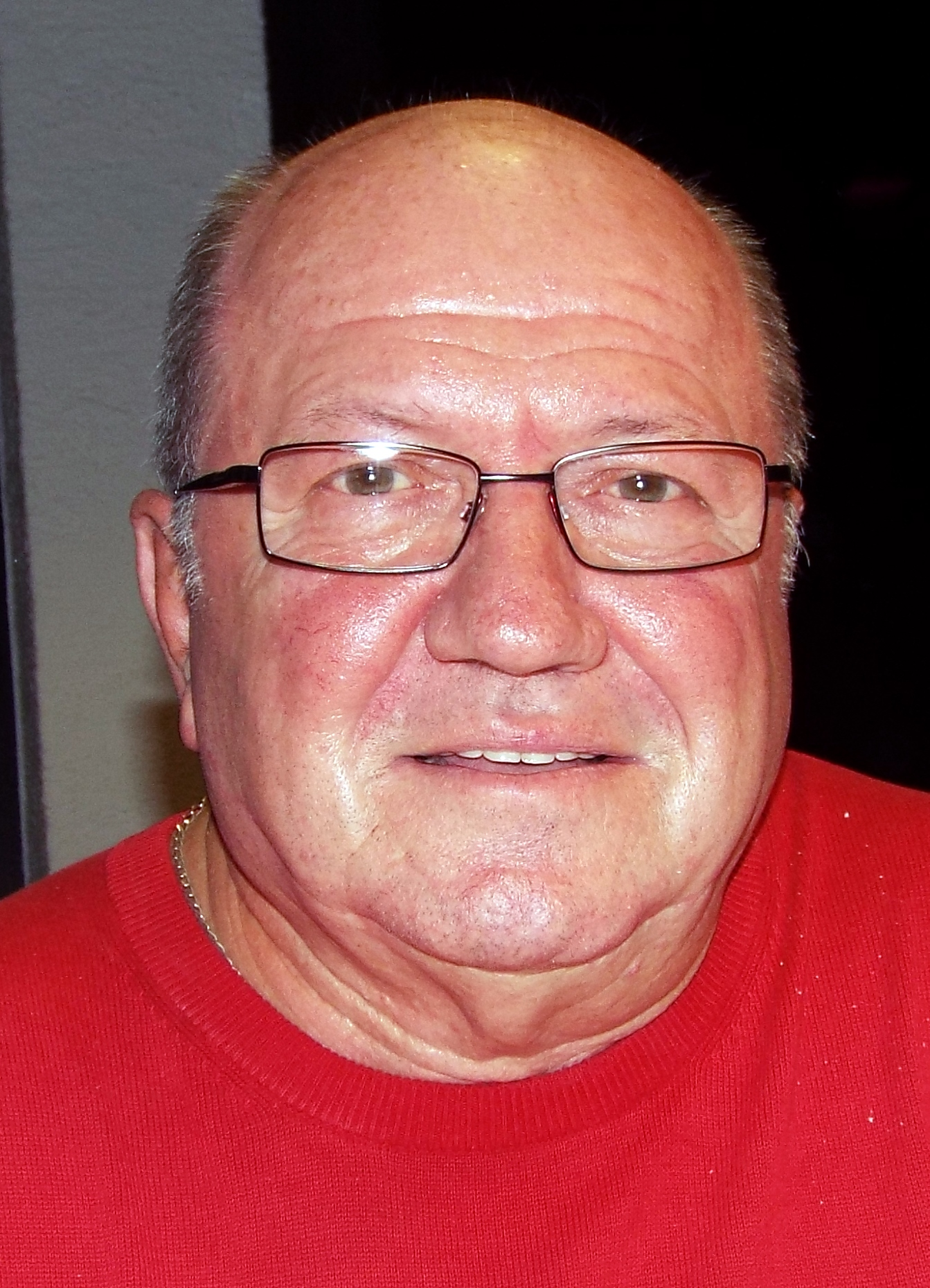
Willi Schissler

Willi Schissler, eigentlich Wilhelm Heinrich Schissler, (* 12. Dezember 1949 in Nieder-Klingen) ist ein deutscher Schriftsteller von regionalen Kriminalromanen.

## Leben
Wilhelm Heinrich Schissler wurde als jüngster Sohn von Karoline Schissler und dem überörtlich bekannten Schneidermeister Heinrich Schissler im Jahre 1949 in Nieder-Klingen geboren. Er besuchte zunächst die Grundschule seines Heimatortes, wechselte zum Max-Planck-Gymnasium Groß-Umstadt, das er mit der Mittleren Reife verließ. Schon früh begeisterte ihn der Fußball-Sport, er fing mit neun Jahren in der damals frisch gegründeten Schülermannschaft beim TV 1921 Nieder-Klingen an zu spielen. In seinem Heimatverein war er als Trainer der Jugendmannschaften und aktiver Spieler aller Mannschaftsklassen bis zu den Alten Herren tätig, heute ist er noch ständiger Gast des Fußballer-Stammtisches.
Nach seiner Lehr- und Gesellenzeit bei der damals noch selbständigen Spar- und Darlehnskasse Lengfeld wechselte er 1970 zur Firma AC Nielsen, einem Institut für Marktforschung, wo er bis zum Eintritt in die Altersteilzeit tätig war. Seither widmet er sich seinem langjährigen Traum, Kriminalromane mit regionalen Bezügen zu schreiben. Willi Schissler wohnt mit seiner Ehefrau Karin, die er 1970 auf der Kerb seines Geburtsortes kennenlernte, im Otzberger Ortsteil Nieder-Klingen. Sie haben eine erwachsene Tochter.
Willi Schissler liebt Musik, Literatur und ferne Länder, besonders Afrika, die Rolling Stones und Krimis. 2010 bereiste der große Afrika-Fan mit seiner Frau Namibia, hier sammelte er neue Eindrücke, erlebte die vielfältige Tierwelt und lernte Land und Leute kennen. Der Nibelungensteig, die Fränkische Schweiz sowie verschiedene Odenwaldwanderungen sind regelmäßige Ziele seiner Wandergruppe. 2010 gründete Schissler mit Gleichgesinnten die Gruppe Klinger Storch und engagiert sich mit den zwischenzeitlich 182 Mitgliedern für die Wiederansiedlung und den Fortbestand der Odenwälder Störche.

## Odenwald-Krimis
„Im Schatten der Veste“ lautete der Titel des ersten Odenwald-Krimis von Willi Schissler, ein Kriminalroman, der in Otzberg geschrieben wurde und dessen Handlung größtenteils auch in der Otzberger Region spielt. Kurz vor seiner Altersteilzeit kam Schissler auf die Idee, ein Buch zu schreiben. Mit Unterstützung und Beratung des Krimiautors Rainer Witt vom Hessischen Rundfunk  begann er bereits im Jahre 2008 den Kriminalroman zu verfassen, in dem er seinen Lesern bekannte Straßen und auch die TV-Sporthalle in Nieder-Klingen schildert. Die Handlung schildert die Morde an einem bekannten Fernsehreporter und einer Schauspielerin. Heiner Dröger, Hauptkommissar bei der Darmstädter Kriminalpolizei und seine Kollegen führen die Ermittlungen in ein bizarres Milieu, auch nach Andalusien, hier verbringt die Familie Schissler jährlich den Urlaub.
Schisslers, 2014 veröffentlichter, zweiter Kriminalroman „Blutroter Spätburgunder“ spielt in und um die Odenwälder Weininsel Groß-Umstadt, wo während des Winzerfestes in einem Rotweintank eine Leiche gefunden, ein Mann in der Wallstraße und eine Frau tot aus der Gersprenz bei Groß-Zimmern geborgen wurden.
In seinem dritten Odenwald-Krimi „Tödliche Freundschaften“ von 2015 werden in Nieder-Klingen eine junge Frau erhängt aufgefunden und in der Odenwälder Kreisstadt Erbach ein Schmuckgeschäft überfallen. Die Ermittlungen führen die Kriminalhauptkommissare Dröger und Fränkli vom Polizeipräsidium Südhessen sowie die Hauptkommissare Kersten und Hummel von der Regionalen Kriminalinspektion Odenwald in Erbach. Das Coverbild mit dem Eulbacher Park wurde von dem Otzberger Künstler Jens Rotzsche entworfen.
„Im Strom des Verbrechens“, Schisslers vierter Roman aus dem Jahre 2017, werden eine Frau und ihre beiden Kinder entführt. In einer Sauna liegt eine Tote mit weit aufgerissenen Augen, eine Prostituierte wird von einem Unbekannten schwer misshandelt und im Wald wird zunächst ein abgetrennter Finger und wenig später eine erstochene Frau gefunden. Alle Verbrechen drehen sich um den Reeder Jo Merdinger und das Frachtschiff MS Cristan von Hoiste.
In Schisslers fünftem 2019 erschienenen Kriminalroman „Drei Sünden“ werden nach drei mysteriösen Mordfällen an blonden Frauen innerhalb kurzer Zeit die menschlichen Abgründe der Bevölkerung um die beschaulichen Orte rund um Reinheim im Zuge der polizeilichen Ermittlungen aufgedeckt, die in erschreckender Weise die Nähe zu Drogenkonsum, Glücksspiel und Prostitution im Umfeld der Opfer aufzeigen. Das, aus früheren Romanen bekannte, Ermittlungsteam von Heiner Dröger und Benedikt Semmelweiß wird durch die junge Kommissarin Sina Cohrs ergänzt.
Im sechsten veröffentlichten Kriminalroman „Mörderischer Zorn“ von Willi Schissler hat die südhessische Kripo zu klären, ob und wie Tötungsdelikte zum Nachteil einer nackten Schönheit in Reinheim und eines alten Mannes in Groß-Umstadt in Verbindung stehen. Wegen einer Urlaubsreise des aus früheren Stücken bekannten Chefermittlers Heiner Dröger wird das Darmstädter Team um Sina Chors und Benedikt Semmelweiß von den Odenwälder Hauptkommissaren Hummel und Kersten unterstützt. Von dem Toten führt eine Spur zu einem mutmaßlichen Verbrechen an die Bergstraße mit den Schauplätzen Zwingenberg (Bergstraße) und Bensheim. Wieder mit der Partie sind die reizende Rechtsmedizinerin Dr. Sarah Kant und der Echo-Journalist Werner von Rheinfels, mit dessen Hinweisen sich möglicherweise eine Lösung erschießt.
Das 2024 erschienene siebente Buch „Der Bienenkönig“ führt wieder in den nördlichen Odenwald und spielt zwischen Wiebelsbach und Frau-Nauses, Otzbergs Ortsteilen Hering und Ober-Klingen, handelt von einem verschwundenen Toten, Bienen spielen eine Nebenrolle und die Ermittler des K10 vom Polizeipräsidium Südhessen in Darmstadt, verstärkt durch zwei Kollegen von der Regionalen Kriminalinspektion Erbach im Odenwald, ermitteln. Der, natürlich fiktive, Journalist des Darmstädter Echos, genannt Spürli, fehlt auch nicht als kriminalistische Zutat.

## Werke
- Im Schatten der Veste. Odenwald-Krimi, Verlag M. Naumann, Hanau 2012, ISBN 978-3943206098
- Blutroter Spätburgunder. Odenwald-Krimi, Verlag M. Naumann, Hanau 2014, ISBN 978-3943206272
- Tödliche Freundschaften. Odenwald-Krimi, Verlag M. Naumann, Hanau 2015,  ISBN 978-3943206333
- Im Strom des Verbrechens. Gefährliches Pflaster Mümlingtal, Verlag M. Naumann, Oberhaching 2017, ISBN 978-3943206449
- Drei Sünden: Tödliche Begegnungen im Gersprenztal, Odenwald-Verlag, Otzberg-Zipfen 2019, ISBN 978-3748157663
- Mörderischer Zorn. Odenwald-Krimi, Odenwald-Verlag, Otzberg-Zipfen 2022, ISBN 978-3756208548
- Der Bienenkönig. Odenwald-Krimi, Odenwald-Verlag, Otzberg 2024, ISBN 978-3946295099